# كلاتة سيد علي (غناباد)
كلاتة سيد علي (بالفارسية: کلاته سیدعلی) هي قرية تقع في قسم زيبد الريفي في إيران. يقدر عدد سكانها بـ 11 نسمة بحسب إحصاء 2016.